# Derechos históricos
Se denominan como Derechos Históricos, recogidos en la disposición Adicional Primera de la Constitución española de 1978, los derechos específicos de los territorios forales, que dicha  Constitución ampara y respeta. Es un hecho original en la tradición constitucional española, ya que es el primer texto que recoge este reconocimiento, el cual además da carácter constitucional a normas previas a la propia constitución.
Fueron propuestos por el Partido Nacionalista Vasco en la ponencia para la redacción de la Constitución, aunque no resultó suficiente para que el PNV apoyara finalmente la Carta Magna.

## Texto de la disposición adicional primera de la Constitución Española de 1978
La Constitución ampara y respeta los derechos históricos de los territorios forales.

La actualización general de dicho régimen foral se llevará a cabo, en su caso, en el marco de la Constitución y de los Estatutos de Autonomía.

## El precepto en las distintas vías de autogobierno
Este precepto fue inicialmente pensado para el País Vasco y Navarra, pero a lo largo del tiempo se ha ido extendiendo a otras comunidades autónomas que en el pasado habían sido territorios forales.

### Aragón
En cuyo Estatuto de Autonomía dice en su disposición adicional tercera, igual que el Estatuto de Autonomía del País Vasco de 1979:
La aceptación del régimen de autonomía que se establece en el presente Estatuto no implica la renuncia del pueblo aragonés a los derechos que como tal le hubieran podido corresponder en virtud de su historia, los que podrán ser actualizados de acuerdo con lo que establece la Disposición adicional primera de la Constitución.

### Cataluña
En el caso de Cataluña, los derechos históricos se fundamentan en un orden jurídico específico recogido, entre otras recopilaciones de normas, en las Constituciones catalanas, derogadas mediante el Decreto de Nueva Planta de 1716, reivindicadas a lo largo de los siglos y utilizadas como fundamento del Estatuto de Autonomía de Cataluña.
Los proyectos de nuevo Estatuto de Autonomía de Cataluña y de reforma del Estatuto de Autonomía de la Comunidad Valenciana recogen este precepto en determinados puntos del proyecto, como el artículo quinto del nuevo Estatuto catalán, que dice que «el autogobierno de Cataluña se fundamenta en los derechos históricos del pueblo catalán» y de la disposición adicional primera de este mismo proyecto, en la que se recogen materias que el artículo quinto «ampara especialmente», como la financiación y el derecho civil catalán.
El nuevo Estatuto de Autonomía de Cataluña incluye dos referencias a los derechos históricos en su preámbulo y en el artículo quinto:

El autogobierno de Cataluña se fundamenta en la Constitución, así como en los derechos históricos del pueblo catalán que, en el marco de aquélla, dan origen en este Estatuto al reconocimiento de una posición singular de la Generalitat. Cataluña quiere desarrollar su personalidad política en el marco de un Estado que reconoce y respeta la diversidad de identidades de los pueblos de España.

El autogobierno de Cataluña se fundamenta también en los derechos históricos del pueblo catalán, en sus instituciones seculares y en la tradición jurídica catalana, que el presente Estatuto incorpora y actualiza al amparo del artículo 2, la disposición transitoria segunda y otros preceptos de la Constitución, de los que deriva el reconocimiento de una posición singular de la Generalitat en relación con el derecho civil, la lengua, la cultura, la proyección de éstas en el ámbito educativo, y el sistema institucional en que se organiza la Generalitat.

### Navarra
Todos los regímenes autonómicos vigentes en el Estado tienen su legitimidad en la Constitución española de 1978 y acceden a la autonomía bien por los artículos 143, 144 o 151 de la misma. En todos los casos las primeras palabras del correspondiente estatuto dicen «La comunidad de ______ se constituye en comunidad autónoma» expresando el inicio de su autonomía.
El caso navarro es diferente. El preámbulo del Amejoramiento dice: «(al amparo de la Ley de 16 de agosto de 1841) Navarra conservó su régimen foral y lo ha venido desarrollando progresivamente, conviniendo con la Administración del Estado la adecuación de sus facultades y competencias cuando fue preciso». El mismo Amejoramiento es una nueva "adecuación", que engarza con la Constitución en la Adicional Primera que ampara y respeta los derechos históricos de Navarra. El autogobierno foral es previo a la Constitución y amparado y reconocido por esta, no necesita constituirse en comunidad autónoma sino que, como expresa el art. 1.º de Amejoramiento: «Navarra constituye una Comunidad Foral». Es, precisamente, la Adicional Primera, la vía de Navarra para acceder al régimen autonómico establecido en la Constitución.
Con posterioridad ha sido el Tribunal Constitucional quién ha ido delimitando la doctrina de interpretación de la Adicional Primera con dos periodos diferenciados:
1.º Doctrina mantenida por diversas sentencias durante los años 80, sobre todo las STC 11/1984 y STC 16/1984, a recursos interpuestos tanto por la Comunidad Foral de Navarra como por la comunidad autónoma del País Vasco sobre la interpretación de los Derechos históricos en asuntos concretos: Los derechos históricos no son un título autónomo, se desarrollan en la Constitución, y queda establecido en los artículos 148 y 149 las competencias que corresponden a las autonomías y al estado con un carácter tasado. Los derechos históricos reconocen y amparan el régimen foral con carácter genérico pero no cada una de las competencias que se pudieron ejercer históricamente.
2.º Doctrina mantenida a partir de la STC 140/1990. Los derechos históricos constituyen títulos de competencia material a favor de los territorios forales que escapan del marco general de distribución de competencias establecido en los artículos 148 y 149, constituyendo un plus competencial a su favor, tanto en cuanto se demuestre el ejercicio histórico de una competencia.

### País Vasco
En el caso del País Vasco la articulación en su autonomía de los derechos históricos reconocidos por la constitución a los territorios forales es más compleja derivado del hecho de que el País Vasco, no era titular de derechos históricos por no ser como tal un territorio foral de los aludidos en la disposición adicional primera de la Constitución.
En este sentido, su conversión en comunidad autónoma a diferencia de Navarra siguió el procedimiento del artículo 151, del mismo modo que Andalucía, Galicia y Cataluña. 
No obstante, se daba la particularidad de que la constitución del País Vasco en comunidad autónoma fue hecha por tres territorios forales (las provincias de Álava, Vizcaya y Guipúzcoa) que sí que eran como Navarra titulares de derechos históricos reconocidos por la antedicha disposición adicional. Por tanto, de acuerdo a la Constitución no es el País Vasco el titular de derecho histórico alguno de los salvaguardados en la disposición adicional primera, sino que la titularidad de estos pertenecen a cada uno de los tres territorios que lo forman.
Esta circunstancia, determinaría que en las negociaciones de la redacción del estatuto de autonomía del País Vasco se tuviera que recurrir al diseño de una arquitectura jurídica e institucional híbrida, en la que por un lado existen instituciones comunes para todo el País Vasco (el Gobierno Vasco y el Parlamento Vasco) que actúan sobre las competencias de rango autonómico y, por otro lado, existen instituciones forales en cada uno de los tres territorios (diputaciones forales y juntas generales) que son las que ejercen las competencias de rango foral derivadas de los derechos históricos que para ellos tres la Constitución reconoce.

### Valencia
La reforma del Estatuto de la Comunidad Valenciana pactada por Partido Popular y Partido Socialista del País Valenciano recoge la recuperación del derecho foral valenciano, entre otros preceptos.